# یواس‌اس بارنی (تی‌بی-۲۵)
یواس‌اس بارنی (تی‌بی-۲۵) (به انگلیسی: USS Barney (TB-25)) یک کشتی بود که طول آن 157 ft (47.85 m) بود. این کشتی در سال ۱۹۰۰ ساخته شد.